# I'm Tee, Me Too
《I'm Tee, Me Too》，為泰國GMM 25與AIS Play於2020年9月18日起播出的生活喜劇，由Krist、Singto、Tay、New、Gun及Off主演。
此劇由GMMTV製作，為2020年7月該公司公佈首兩部與AIS Play平台合作的電視劇之一。其後，此劇於2020年9月在GMM 25電視台及AIS Play首播，同年11月終映。

## 劇情簡介
Wa-Tee (Krist) 在媽媽去世後決定將房子的多間房間出租，但這時五個承租的男生皆是同稱為「Tee」，分別是Mai-Tee（Singto）、Tee-Do（Tay）、Tee-Det（New）、Tee-Rex（Gun）及Mae-Tee（Off）。六個性格不同的男生在同居的過程中漸漸學會與其他人相處，並且更加認識自己，在經歷不同困難後成為形同家人般的融洽好朋友。

## 演員陣容
註：括號內的演員姓名為小名。

### 主要人物
- 皮拉瓦·山坡提拉（Krist）飾演 Wa-Tee

房子的主人，建築學學生，對身邊的一切都保持懷疑態度。因債務問題，他只好分租房子賺錢，在過程中與一群未來的親密朋友結下緣分。
- 巴拉奇亞·魯洛（Singto）飾演 Mai-Tee

食品科學學生，對喜歡美食和下廚，對生活有要求，是房子的規則起草者。他有一種奇怪的恐懼症，對好消息有嚴重的厭惡態度。
- 得湾·米弘拉（Tay）飾演 Tee-Do

音樂系學生，極度害怕聲音及噪音，尤其是別人的咀嚼聲音。由於他無法忍受這一點，他必須在用餐時戴上耳機。
- 提迪蓬·德查阿派坤（New）飾演 Tee-Det

林業系學生，除了運動、健身之外什麼也沒做，擁有看見一個漂亮的女人會害怕及暈倒的奇妙體質。
- 阿塔潘·葐沙瓦（Gun）飾演 Tee-Rex

害怕獨處，所以來到了房子，希望自己的性格能夠得到改變。
- 鐘朋·阿盧迪吉朋（Off）飾演 Mae-Tee

傳媒專業學生，想像力過份豐富，因此而極度怕鬼。

### 其他人物
- 拉芘莎拉·瑛特勒素（Apple）飾演 Soundlab

Tee-Do追求的學妹。

### 特別出演
- 常亞·麥克羅伊（Nink）飾演 Ink

與Tee-Det相遇的漂亮女生，Mai-Tee的前女友，Tee-Do即將分手的現任女友。
- Rachanun Mahawan（Film）

Tee-Rex的朋友，用作治療Tee-Det恐女症的女生。

## 剧集原声带
| 曲序 | 曲目                      | 演唱   |
| ---- | ------------------------- | ------ |
| 1.   | 《小小的幸福/》（片头曲） | GUNGUN |

## 劇集迴響

### 泰國電視收視
- 收視最低的集數以藍色表示，收視最高的集數以紅色表示，而空格則表示該集的收視沒有相關數據。

| 集數 No.     | 播放日期       | 播放時段 (UTC+07:00) | 平均收視率 | 來源   |
| ------------ | -------------- | -------------------- | ---------- | ------ |
| 1            | 2020年9月18日  | 星期五 21:30         | 0.3        | [ 4 ]  |
| 2            | 2020年9月25日  | 星期五 21:30         | 0.300      | [ 5 ]  |
| 3            | 2020年10月2日  | 星期五 21:30         | 0.2        | [ 6 ]  |
| 4            | 2020年10月9日  | 星期五 21:30         | 0.269      | [ 7 ]  |
| 5            | 2020年10月16日 | 星期五 21:30         | 0.122      | [ 8 ]  |
| 6            | 2020年10月23日 | 星期五 21:30         | 0.236      | [ 9 ]  |
| 7            | 2020年10月30日 | 星期五 21:30         | 0.213      | [ 10 ] |
| 8            | 2020年11月6日  | 星期五 21:30         | 0.181      | [ 11 ] |
| 平均收視率 1 | 平均收視率 1   | 平均收視率 1         | 0.227      | [ 12 ] |

^1  基於每集的平均觀眾份額。

## 相似作品
- 愛情公寓

## 外部連結
- GMMTV官方網站 （页面存档备份，存于）（泰文）
- MyDramaList 劇集介紹及劇評 （页面存档备份，存于）（英文）
- 豆瓣劇集介紹 （页面存档备份，存于）（中文）